# Тед Ћанг
Тед Ћанг (енгл. Ted Chiang, кин: Chiang Feng-nan (姜峯楠), 1967, Порт Џеферсон, Њујорк) писац је научне фантастике и спекулативне прозе.

## Биографија
Рођен је 1967. године у Порт Џеферсону, држави Њујорк. Дипломирао је на универзитету Браун на кибернетици. Ради у софтверској индустрији и живи близу Сијетла.

### Приче твог живота
Збирка садржи 8 награђиваних прича које су већ проглашене за класике жанра.
- Вавилонска кула
- Схвати
- Дељење нулом
- Прича твог живота
- Седамдесет два слова
- Развој људске науке
- Пакао је одсуство Бога
- Волети оно што видиш : документарац

### Чланци
- What's Expected of us, Nature, 2005.[4]

## Награде
Један је од награђиванијих писаца научне фантастике иако још увек није написао роман.
- Небула 4 награде
- Хуго 3 награде
- Џон В. Кембел
- Локус 3 награде

## Рецепција опуса
- Кори Докторов: Тед је национално благо… Свака од ових прича је драгуљ.[1]
- Kirkus Reviews: Ћанг пише ретко, али његове недокучиво чудесне приче куцкају прецизно као швајцарски сат и експлодирају вам у свести разорном силином, пренеразивши вас.[1]
- Грег Бер: Нећете упознати срж СФ-а ако не прочитате Теда Ћанга.[1]